# Markus Besch
Markus Besch OSB (* in Augsburg; † 18. April 1592 in Metten) war ein deutscher Benediktiner, Administrator von Kloster Mallersdorf und Abt von Kloster Metten.

## Leben
Markus Besch war Mönch der Benediktinerabtei Sankt Ulrich und Afra in seiner Geburtsstadt Augsburg. Der begabte und gelehrte Mönch bekleidete hier das Amt des Priors. Im Jahr 1580 wurde er zum Administrator für das Kloster Mallersdorf bestellt. Bereits im folgenden Jahr wurde er zum Abt des Klosters Metten postuliert. Auch als Abt von Metten behielt er bis 1587 die Verwaltung des Klosters Mallersdorf bei. Die Ernennung zum Administrator von Mallersdorf und Abt von Metten verdankte Markus Besch seiner freundschaftlichen Verbindung zu Felizian Ninguarda, Bischof von Scala, der 1579 bis 1582 für den mit drei Jahren zum Fürstbischof von Regensburg ernannten Herzogssohn Philipp von Bayern das Bistum Regensburg verwaltete, in dem die beiden Klöster liegen. Freundschaft verband Markus Besch auch mit Zbynko Berka von Duba und Leipa, der 1582 die Nachfolge von Felizian Ninguarda als Administrator des Bistums Regensburg antrat und 1593 zum Erzbischof von Prag ernannt wurde. Herzog Wilhelm V. von Bayern dagegen stand dem Abt von Metten misstrauisch gegenüber.
Aufgabe des neuen Abtes von Metten war die personelle, geistige und wirtschaftliche Konsolidierung des Klosters Metten, das sich noch immer von den Wirren der Reformationszeit gezeichnet war. In Metten bemühte sich Abt Markus Besch um eine Erneuerung des klösterlichen Lebens im Sinne der durch das Konzil von Trient geforderten kirchlichen Erneuerung (Gegenreformation). Gemäß den Anweisungen des Herzogs von Bayern schickte er die Kleriker seines Klosters zum Studium der Theologie an die bayerische Landesuniversität Ingolstadt. Die dafür nötigen Aufwendungen belasteten die Finanzen des Klosters Metten schwer und behinderten eine Verbesserung der wirtschaftlichen Lage des Klosters. Auch die Hebung der Disziplin der Konventualen kam offenbar nur schwer voran. Ähnlich schwierig gestalteten sich die Versuche einer Verbesserung der Verhältnisse im Kloster Mallersdorf, für das Markus Besch noch immer als Administrator zuständig war. Dies trug Abt Markus Besch den Verdacht schlechter Wirtschaftsführung ein und vergrößerte den Unmut des ihm ohnehin feindlich gesinnten Herzogs in München. Schließlich entzog man ihm 1587 die Administration des Klosters Mallersdorf und beabsichtigte, ihn auch als Abt von Metten abzusetzen, was jedoch unterblieb. Die eigentliche geistige Erneuerung und wirtschaftliche Sanierung des Klosters Metten gelang erst seinem Nachfolger Abt Johannes Nablas.
Trotz aller Schwierigkeiten und nur mäßigen Erfolgen bei der Erneuerung des klösterlichen Lebens erwarb Abt Markus Besch sich Verdienste auf kulturellem Gebiet. In die Geschichte des Klosters Metten ging er als Verfasser der Klosterannalen ein, die von seinen Nachfolgern bis zur Säkularisation von 1803 fortgesetzt wurden. Außerdem förderte er die Sing- und Musikschule des Klosters, die damals zu großem Ansehen gelangte. Auch den Unterricht in der Schule des Klosters scheint er verbessert zu haben.